# Hjo samrealskola

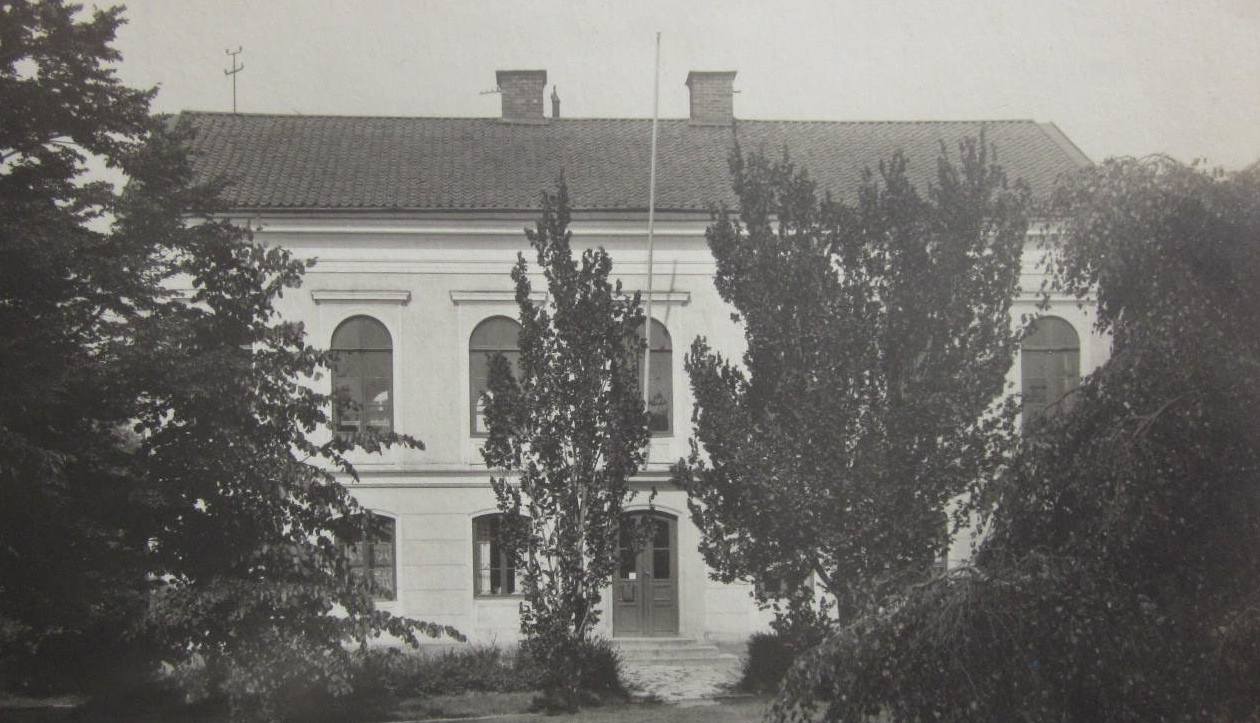
Hjo kommunala mellanskola

Hjo samrealskola var en realskola i Hjo, som var verksam 1898–1964.
En förregångare, Hjo pedagogi, inrättades 1862 i ett nybyggt skolhus i hörnet av blivande Bangatan och blivande Floragatan till 1893 då den upphörde. 
År 1898 bildades en privat skola, benämnd Hjo samskola, och från 1912 en kommunal mellanskola.
Denna ombildades från 1948 successivt till Hjo samrealskola.
Realexamen gavs från 1911 till 1964, varefter skolan lades ned.
Byggnaden var en de första som uppfördes i Nya staden på norra sidan av Hjoån. Den används idag av Hjo kommun som utställningslokal för permanenta och tillfälliga utställningar som en del av Kulturkvarteret Pedagogien.